# فاتحات قنوات البوتاسيوم
فاتحات قنوات البوتاسيوم (بالإنجليزية: Potassium channel openers)‏ هي نوع من الأدوية التي تسهل انتقال الأيونات خلال قنوات البوتاسيوم.

## الأمثلة
- ديازوكسيد،[1] موسع وعائي يستعمل في علاج فرط ضغط الدم وذو مفعول مرخٍ للعضلات الملساء.
- مينوكسيديل،[2] موسع وعائي يستعمل في علاج فرط ضغط الدم ويستعمل في علاج تساقط الشعر.
- نيكورانديل،[3] موسع وعائي لعلاج الذبحة الصدرية
- بيناسيديل،[4]
- ريتاغابين،[5][6] مضاد اختلاج.
- فلوبيرتين، مسكن ألم ومرخي عضلي ومضاد اختلاج.